# Famagouste
Famagouste (en grec moderne : Αμμόχωστος /aˈmːoxostos/ ; en turc : Gazimağusa /ɡaːzimaˈusa/) est une ville portuaire située sur la côte est de Chypre. Sa population est de 42 000 habitants.

## Nom
Le nom grec Αμμόχωστος / Ammóchostos signifie « caché dans le sable »[réf. souhaitée].
Le nom turc fut « Mağusa » pendant la période ottomane, l'épithète « Gazi » (« la victorieuse ») fut ajoutée après l'occupation du nord de Chypre par la Turquie.

## Situation
Famagouste est une ville située à l'est de Chypre, centre administratif du secteur du même nom, sous administration de la république turque du Nord de Chypre depuis 1983.
Son port maritime est un lieu d'exportation d'agrumes et autres produits agricoles.

## Histoire
À proximité, se trouvent les ruines de l'ancienne ville de Salamine de Chypre, détruite vers 647.
Fondée vers 300 av. J.-C. sur le site antique d’Arsinoé[Lequel ?], Famagouste reste un petit village de pêcheurs pendant une longue période, puis se développe en un petit port de commerce qui devient au fil des siècles un des plus importants de la Méditerranée.
Sous le règne des Lusignan (1192-1489), elle est capturée par la république de Gênes en 1372. En 1402, le roi Janus tente vainement de la reprendre.
Elle échoit en 1489 aux Vénitiens. En 1570, alors qu'elle est leur plus formidable forteresse en Méditerranée orientale, la ville est assiégée par les Turcs. Au terme d'un long siège, le commandant de l'expédition turque, Lala Moustafa Pacha, exige de Marcantonio Bragadin les 50 otages encore en sa possession (pour la plupart des pèlerins en partance pour La Mecque). Il découvre que ce Bragadin les avait exécutés. Moustafa pacha devenu sûr que Bragadin est un criminel et bien que le traité de reddition garantisse aux rescapés militaires et civils une retraite à Candie, le gouverneur est arraché de sa monture et sa garde massacrée. Il finit écorché vif.
L'outrage conduit à la formation de la flotte de la Sainte-Ligue, qui remporte la bataille de Lépante en 1571. En dépit de cette victoire, et pour obtenir quelques garanties de tranquillité dans leur commerce, les Vénitiens reconnaissent la souveraineté des Ottomans sur Chypre lors de la paix du 7 mars 1573.
Durant la période ottomane (1572-1878), l'île est utilisée comme lieu de bannissement pour dignitaires déchus ou personnages indésirables, et en particulier la ville de Famagouste devient « little more than a prison » (« guère plus qu'une prison »). Au nombre de ses prisonniers les plus célèbres, il faut compter Subh-i Azal, le successeur du Bab (fondateur du babisme).
Passée sous domination britannique de 1878 à 1960, la ville nouvelle (Varosha) devient un grand centre touristique balnéaire jusqu'à l'intervention militaire turque sur l'île en 1974. Les habitants hellénophones fuient la ville nouvelle de Varosha, qui devient dès lors une ville fantôme car située dans un no-man's-land. Famagouste (tant l'ancienne ville que la nouvelle) est depuis administrée par la république turque de Chypre du Nord. Ses dirigeants ont décidé de rouvrir Varosha malgré son statut juridique de No man's land, ce qui a conduit à une condamnation par le Conseil de sécurité des Nations unies.

## Sports
Les deux clubs de football de la ville, l'Anorthosis Famagouste Football Club et le Nea Salamina Famagouste, se sont repliés à Larnaca tout en conservant leur nom et leurs couleurs originelles. En 2008, après avoir remporté son treizième titre de champion, l'Anorthosis devient le premier club chypriote à accéder à la phase de poules de la Ligue des champions.

## Monuments

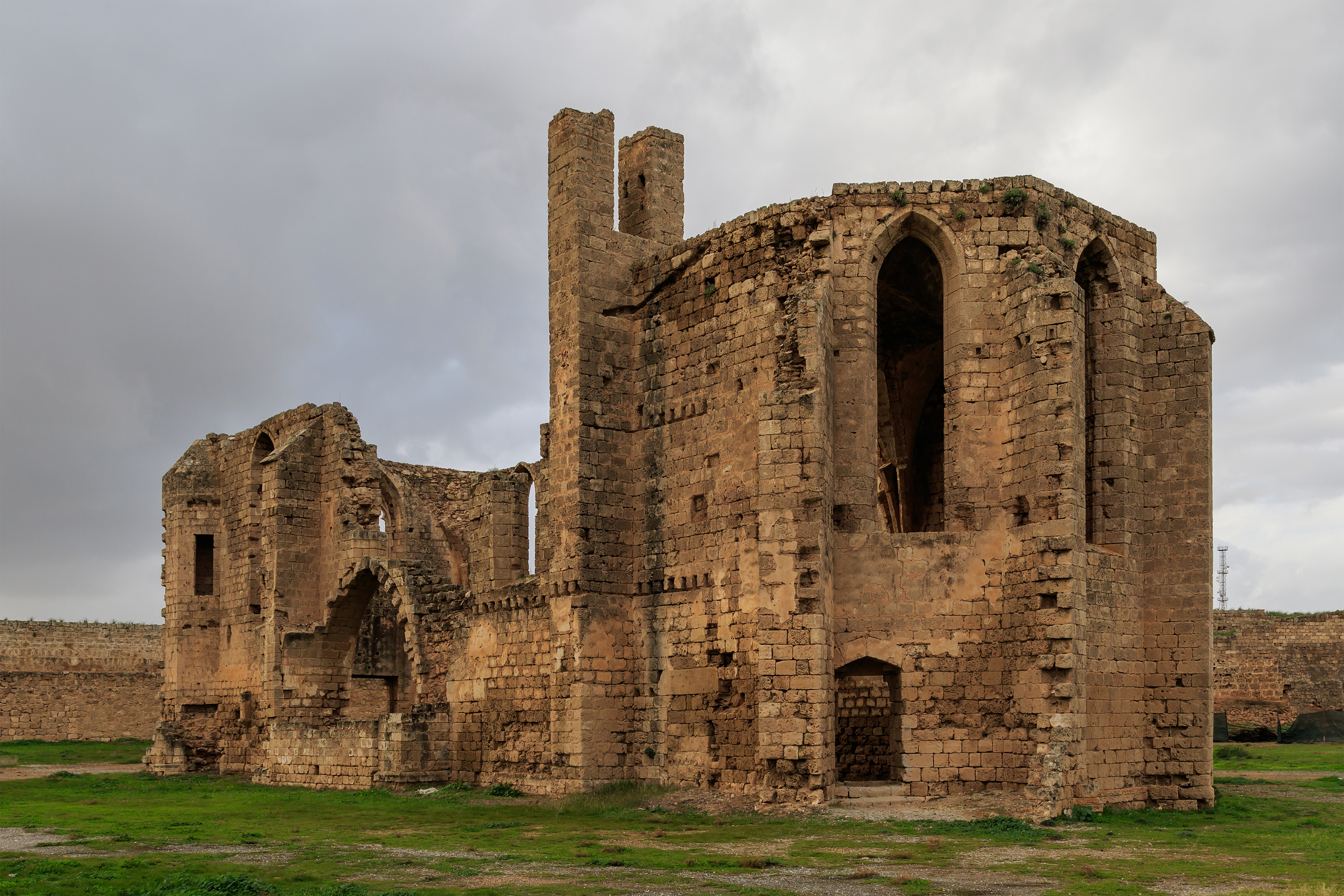
Ruines du couvent des carmes de Famagouste.

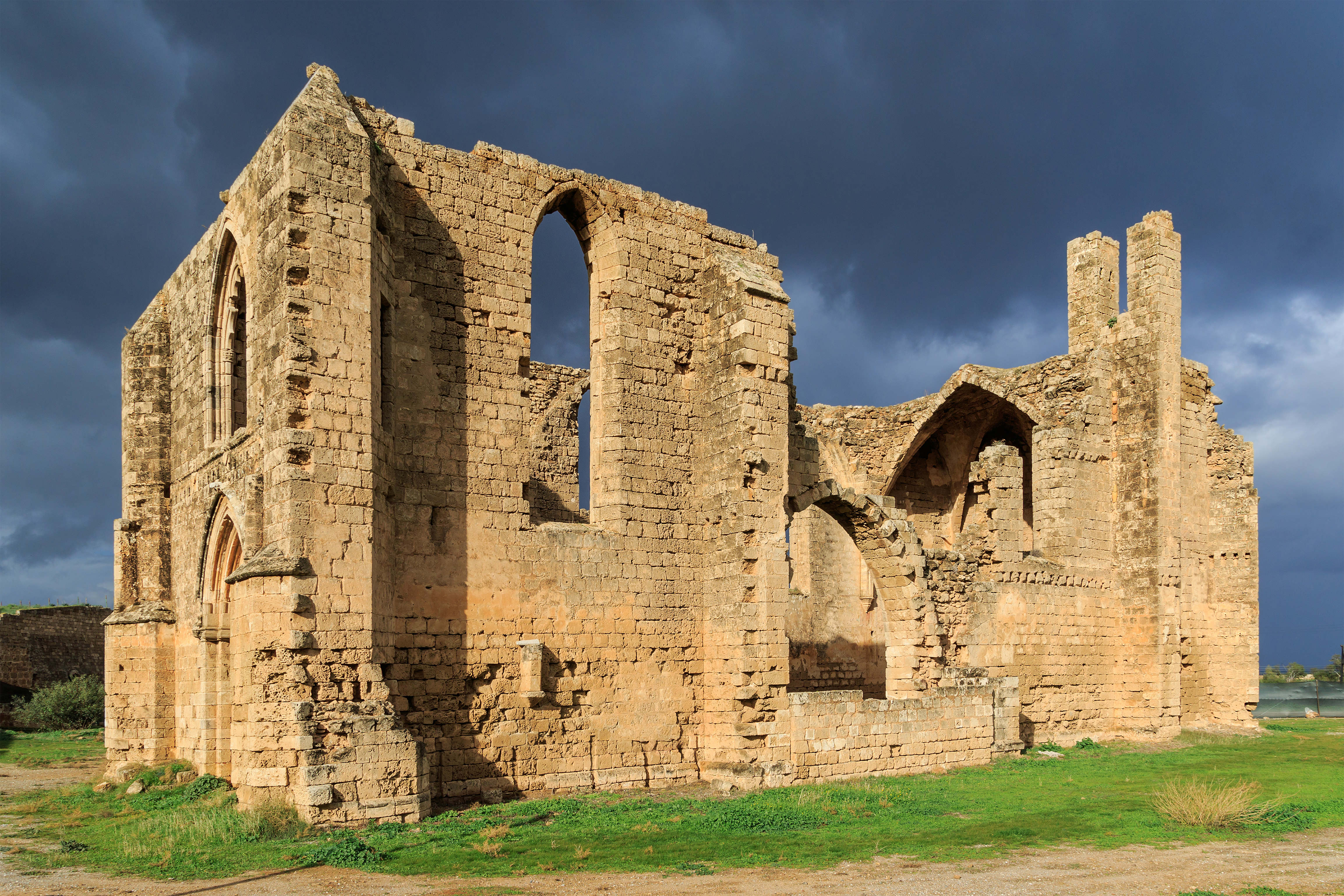
Autre vue des ruines de ce couvent.

- Les remparts, d'une hauteur de 17 mètres et d'une épaisseur de 9 mètres, furent érigés par les Lusignan puis consolidés par les Vénitiens au XVIe siècle. Ils enferment la vieille ville où se trouve la plupart des autres monuments.
- La tour appelée « Tour d'Othello » aurait inspiré William Shakespeare dans sa pièce Othello.
- La cathédrale (aujourd'hui mosquée) Saint-Nicolas (Hagios Nikolaos), d'architecture gothique française, fut bâtie au début du XIVe siècle lorsque Chypre était « franque » (États latins d'Orient). Ses tours furent détruites lors des bombardements du siège de 1570-1571. Sitôt Famagouste tombée entre leurs mains, les Ottomans la transformèrent en mosquée et lui greffèrent un minaret.

## Personnalités liées à Famagouste
- Pierre Thomas (1305, 1366), patriarche latin de Constantinople, carme et légat universel du Saint-Siège, il participe à la croisade d'Alexandrie[6] et revient mourir à Famagouste. Il a été enterré dans l'église des Carmes[7].
- Subh-i-Azal, (1831-1912), réformateur religieux persan, successeur du Bāb et chef des azalis, mort en exil à Famagouste.
- Mike Brant (1947-1975), chanteur, né à Famagouste.

## Jumelage
- İzmir (Turquie), depuis 1994.
- Patras (Grèce), avec la municipalité chypriote grecque en exil de Famagouste.

## Photos

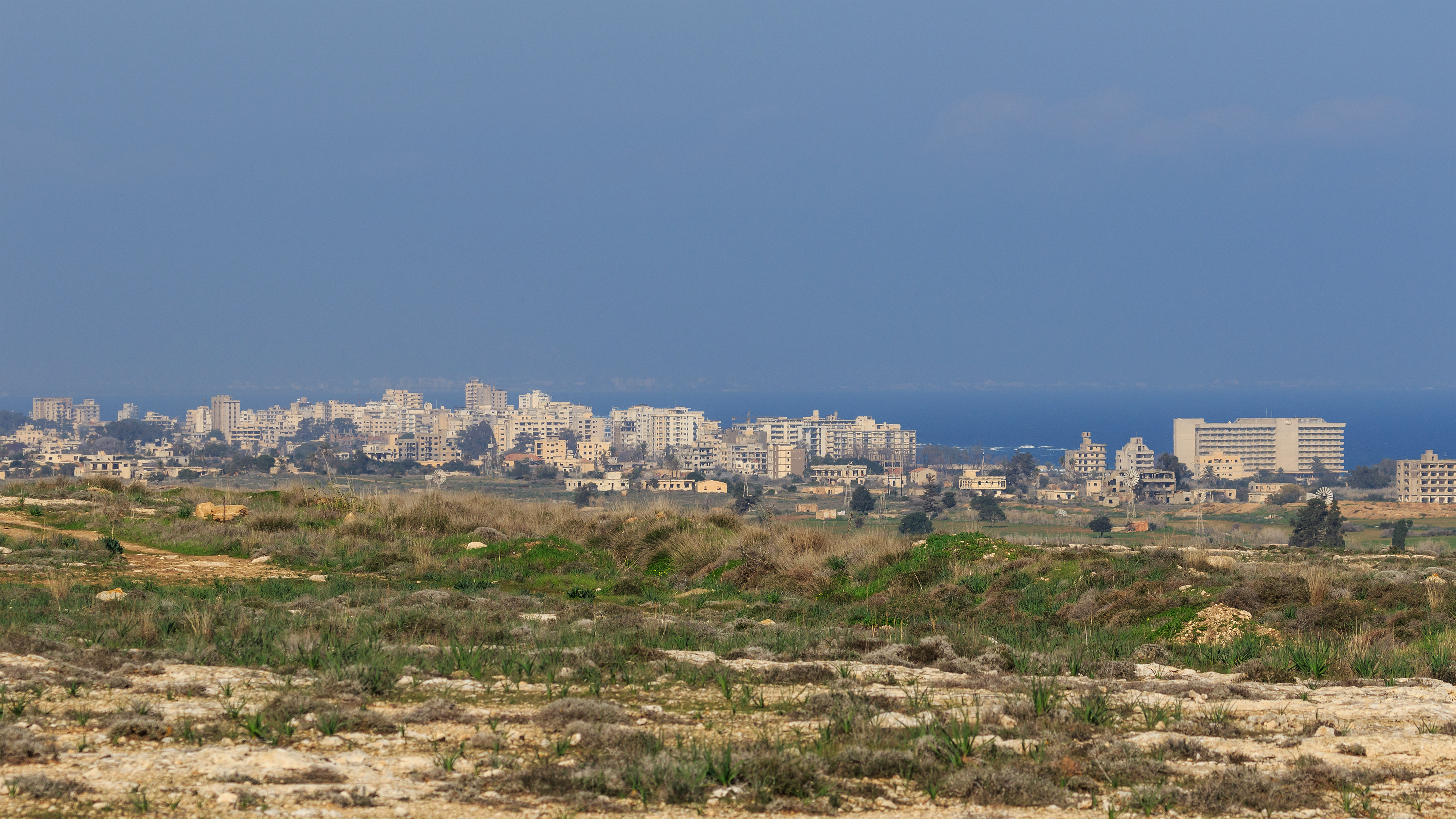
Varosha en 2017
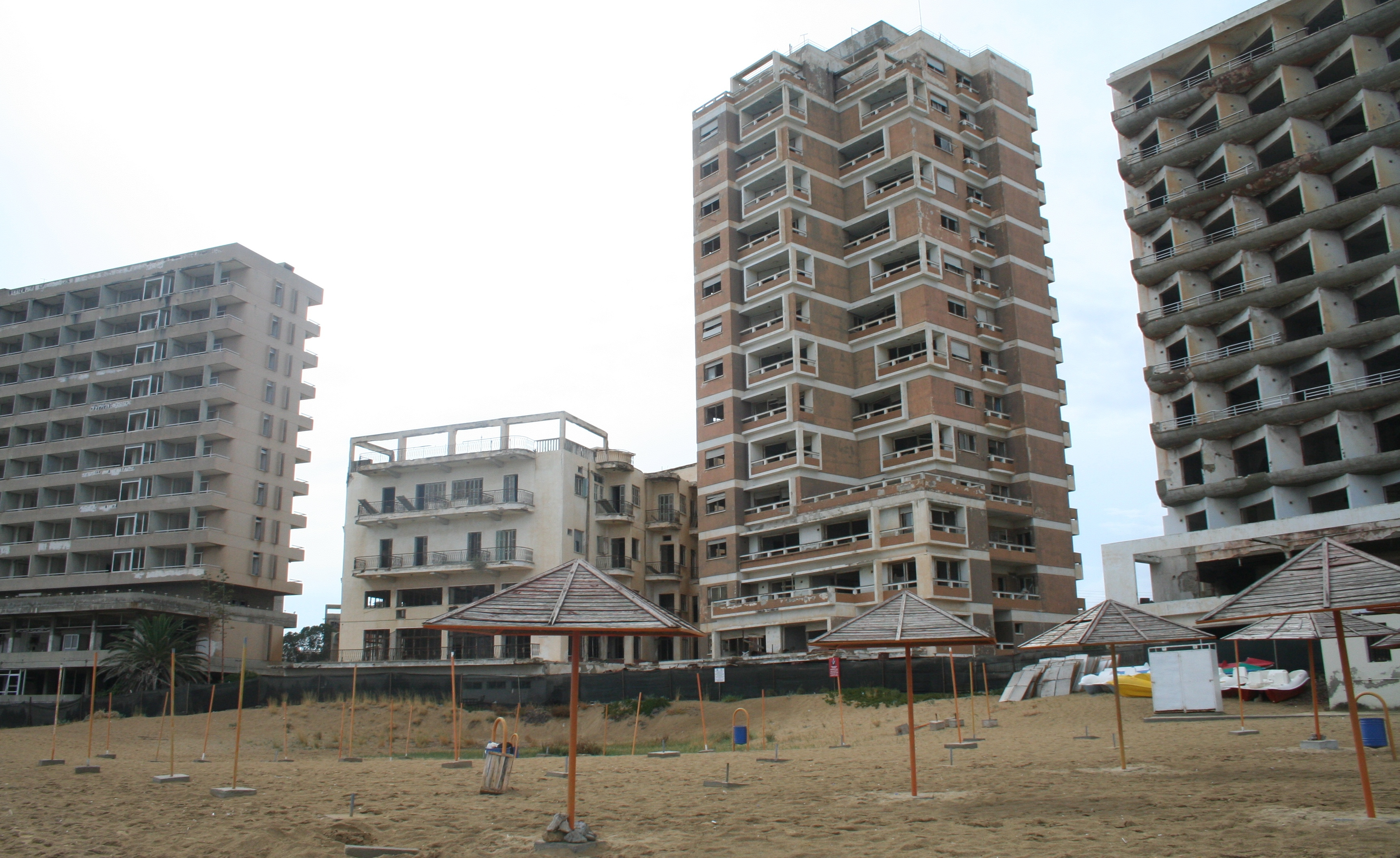
Vue depuis la plage
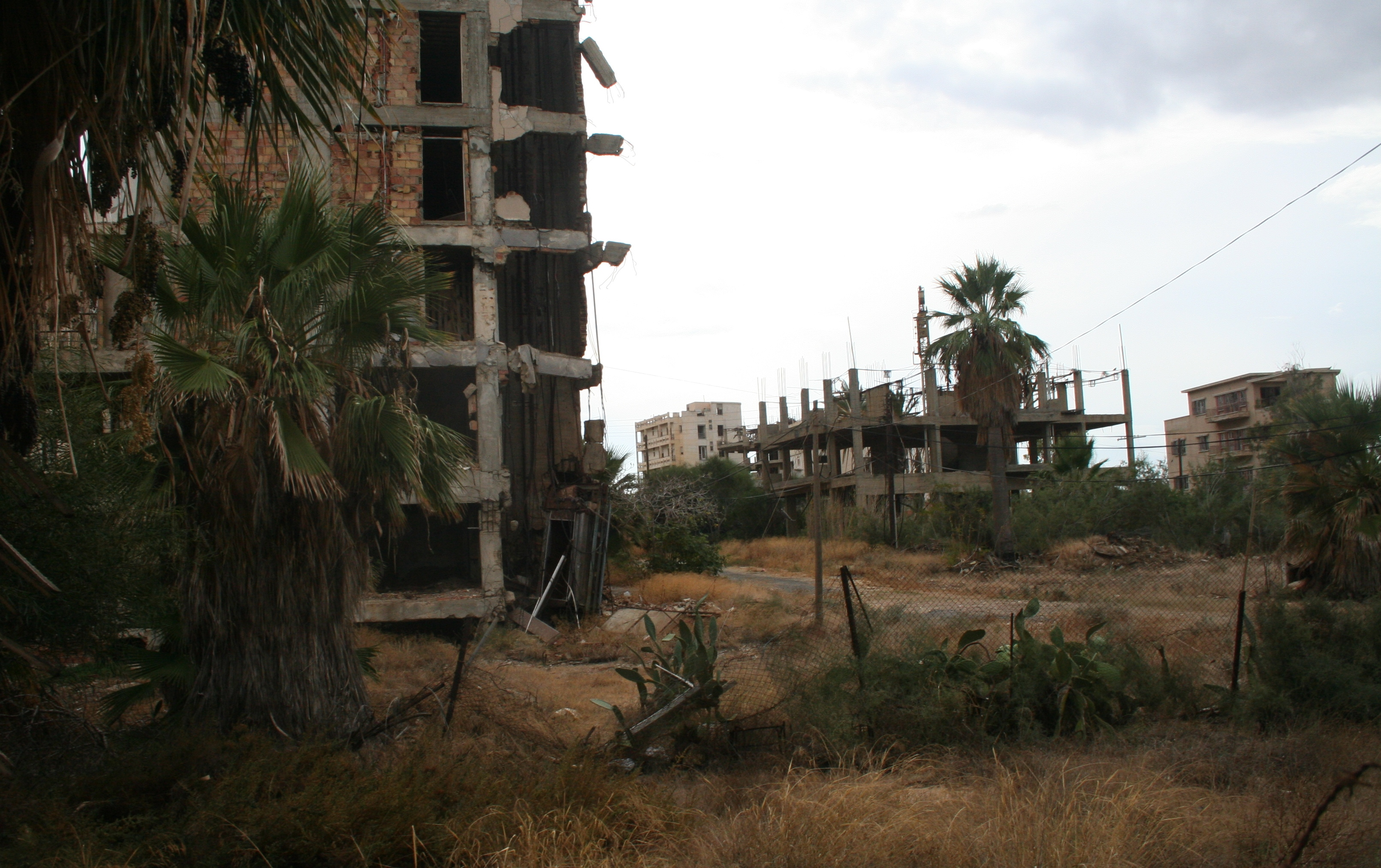
Vue depuis le chemin qui mène à une plage
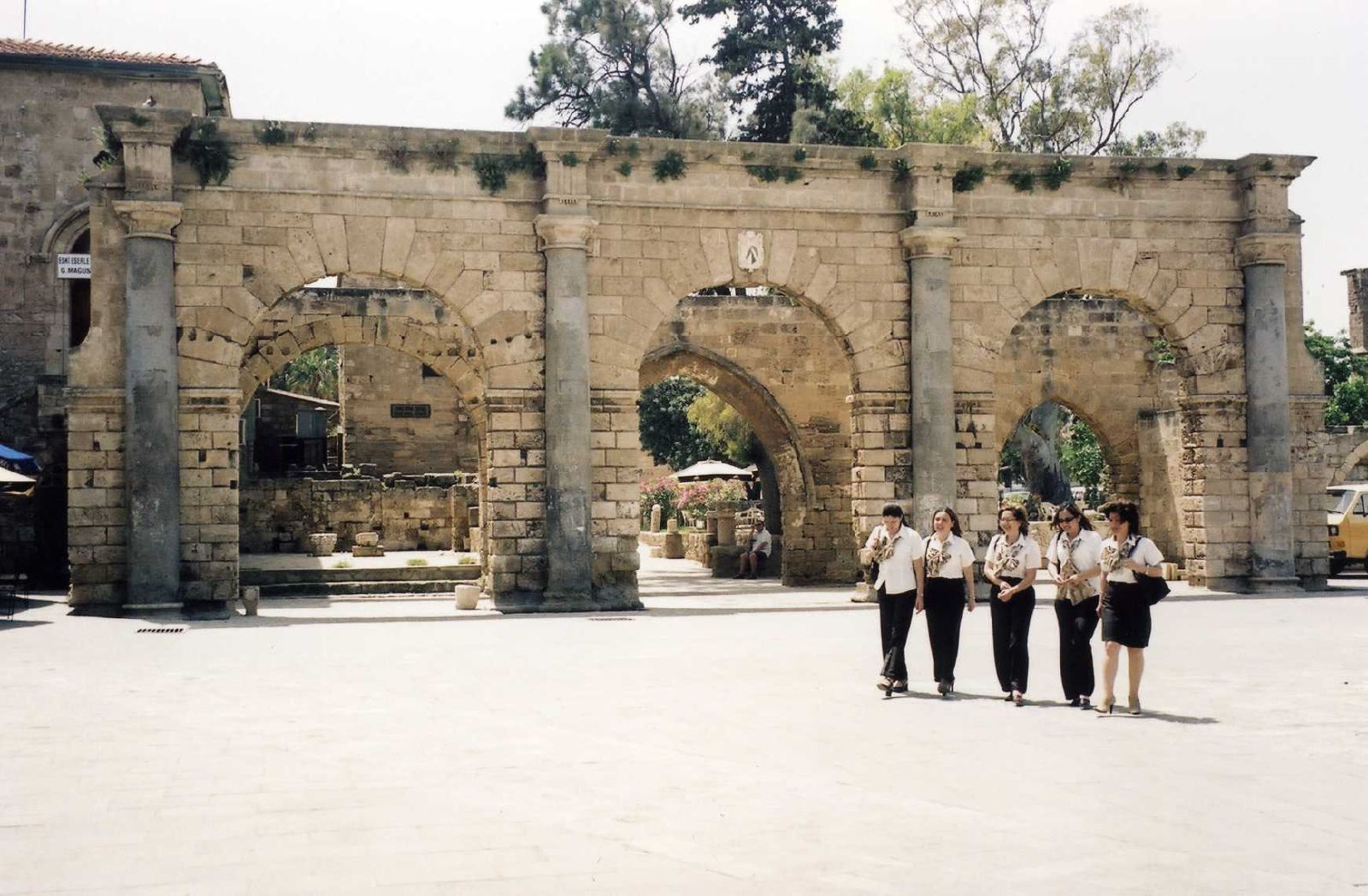
Place royale du château